# Козлов (Фроловский район)
Козло́в — хутор во Фроловском районе Волгоградской области России. Входит в Арчединское сельское поселение.

## География
Расположен в 8 км юго-восточнее посёлка Образцы.

## Население
| 2002 | 2010 |
| ---- | ---- |
| 0    | →0   |

## Инфраструктура
Удобное место для интенсивного развития животноводства. На сегодняшний день в хуторе расположена ферма выращиванию КРС и свиней фирмы «Царь Продукт».